# 기장 죽성리 해송
기장 죽성리 해송(機張 竹城里 海松)은 부산광역시 기장군 기장읍에 있는 소나무이다. 2001년 5월 16일 부산광역시의 기념물 제50호 기장죽성리해송으로 지정되었다가, 2014년 9월 3일 기장 죽성리 해송으로 명칭이 변경되었다.

## 현지 안내문
이 해송은 6그루의 나무가 모여 마치 한 그루의 큰 나무처럼 보이는 노거수로서 수령은 약 250년∼300년으로 추정된다. 해송 종류로서는 좀처럼 보기 드문 빼어난 수형을 가지고 있으며 황학대라 불리는 죽성항 뒤편 언덕 위에 위치하고 있어 경치가 매우 뛰어나 주변에서 보면 그 모양이 매우 아름답고 웅장하다.
예로부터 동네 사람들이 음력 정월 보름에 풍어를 기원하는 풍어제를 지냈을 뿐 아니라 서낭신을 모신 국수당이 있어 마을의 안녕을 기원하는 장소로서 민속적인 유래도 깊은 곳이므로 문화재적 가치가 높은 자료이다.

## 참고 문헌
- 이 문서에는 다음커뮤니케이션(현 카카오)에서 GFDL 또는 CC-SA 라이선스로 배포한 글로벌 세계대백과사전의 "《기장 죽성리해송》" 항목을 기초로 작성된 글이 포함되어 있습니다.

## 참고 자료
- 이 문서에는 문화재청에서 공공누리 제1유형으로 배포된 자료를 바탕으로 한 내용이 포함되어 있습니다.